# Ashley Kahsaklahwee
Ashley Kahsaklahwee (n. 4 de febrero de 1979) es una modelo estadounidense.

## Vida
Modelo de gran belleza, se aprecia en su rostro rasgos de los indios americanos por su llamativo aspecto como su pelo negro largo y sus fuertes facciones faciales. Sus antepasados descienden de Sendero de Lágrimas, su padre es miembro de una tribu de los Cheroqui Masoki y de las Naciones Masoki y la tierra de sus abuelos es Territorio Indio.
Kahsaklahwee creció en Oklahoma, donde su padre es miembro de una tribu de los Cherokee Creek y las Naciones Unidas. Su madre es alemana, que ayudó mucho en su formación como persona.
Ashley se graduó cum laude en la universidad en Ciencias Empresariales, y asistió a la facultad de derecho privado, centrándose en los derechos de los americanos nativos. Ella atribuye gran parte de su pasión por los derechos de los nativos a su abuela, que era descendiente de Rastro de Lágrimas.
Inspirada por su hermana mayor que trabajaba para la Agencia de Modelos Ford, Kahsaklahwee siempre se ha mostrado interesada en trabajar como modelo. Realizó unos anuncios publicitarios y en la prensa cuando era una adolescente, y le sirvió para financiar sus gastos de matrícula universitaria durante unos años. El trabajo en este ámbito de la ley fue muy duro, por lo que ahora se dedica a tiempo completo como modelo.
Aunque trabajar como modelo no haya sido lo más importante en las prioridades de los nativos americanos en términos de opciones de carrera, Kahsaklahwee dice que ella y su hermana han tenido siempre todo el apoyo de su familia. Sus trabajos como modelo se centran en: trajes de baño, lencería, casual, deportiva, desnudo artístico y desnudo.